# Staatsbegrafenis

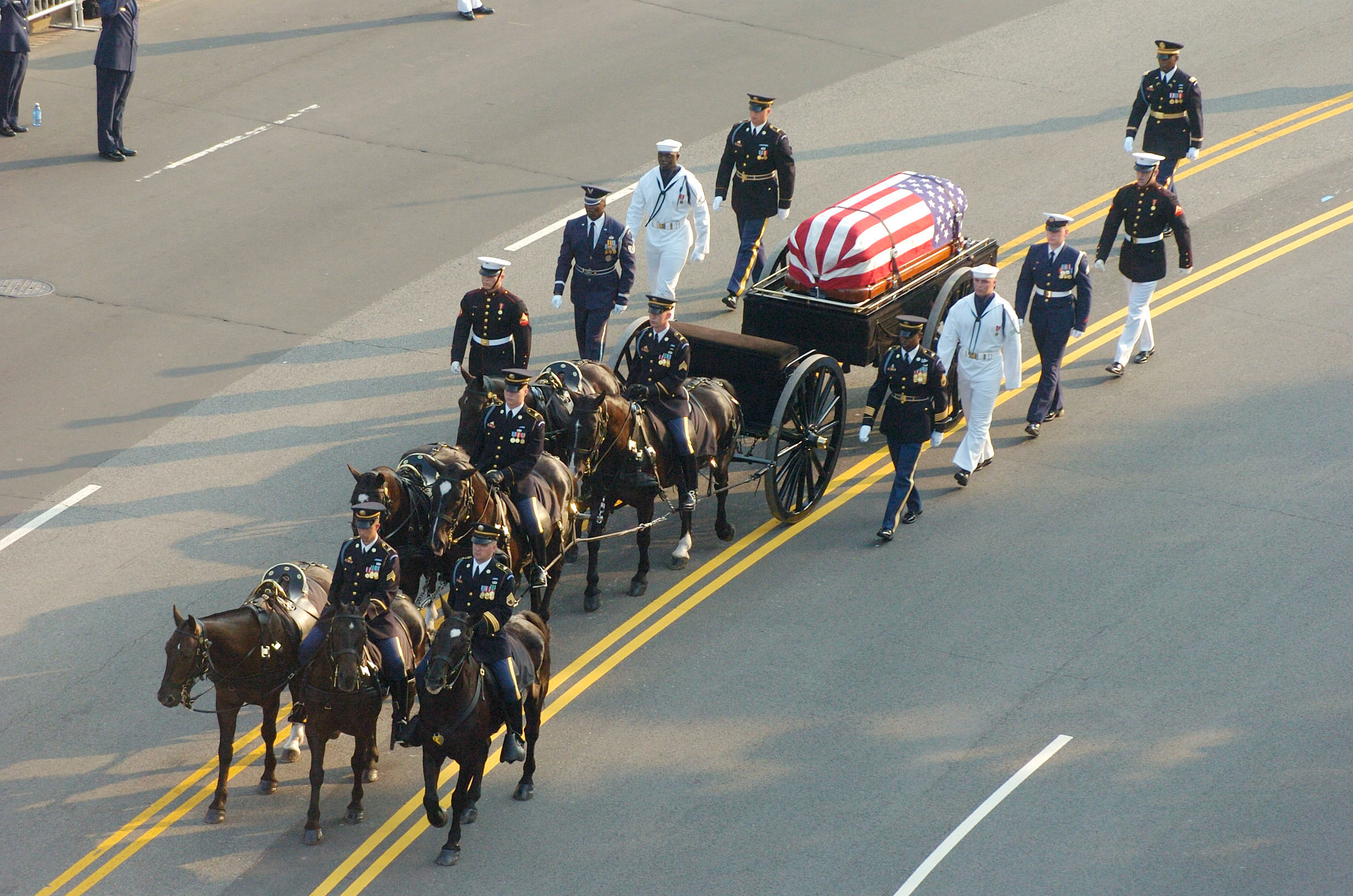
Staatsbegrafenis van Ronald Reagan.

Een staatsbegrafenis is een openbare begrafenisceremonie die gehouden wordt om staatshoofden of andere mensen van belang te eren.
Staatsbegrafenissen en zij die een staatsbegrafenis kunnen krijgen, verschillen per land.

## In België
Begrafenissen van leden van de Belgische koninklijke familie zijn altijd van publieke aard. Dit mag, bij wet, geen privé aangelegenheid zijn.
In de crypte van de Onze-Lieve-Vrouwekerk in Laken wordt de koninklijke familie van België bijgezet.
Ministers van Staat krijgen in principe een staatsbegrafenis. Op eigen verzoek of op verzoek van de familie kan daar van af worden gezien, zoals dat in 2009 gebeurde bij Karel Van Miert.

## In Nederland
Een begrafenis van staatslieden, die tijdens hun regeringsdeelname komen te overlijden, kan als staatsbegrafenis worden gekenmerkt. Er is geen sprake van een staatsbegrafenis, in de zin dat formeel de staat, in feite de overheid, de begrafenis organiseert.
Nederland kent geen staatsbegrafenis voor mensen van het Koninklijk Huis. Een koninklijke begrafenis is geen staatsbegrafenis. Het is in principe een privé-aangelegenheid van de koninklijke familie. Bij leden van het Koninklijk Huis komt wel een staatsrechtelijk aspect aan de orde. De uitvaart is in principe privé, maar wordt ten dele door de staatskas betaald, en bij de organisatie en uitvoering zullen staatsorganen betrokken zijn.
Men spreekt doorgaans over een bijzetting met groot militair ceremonieel bij een uitvaart van een lid van het Koninklijk Huis (vergelijk het protocol van het Ministerie van Defensie en de Rijksvoorlichtingsdienst).
Tot dit ceremonieel behoren onder andere:
- escorte van 16 motorrijders der Marechaussee bij overbrenging naar chapel ardente
- het continu betrekken van de dodenwacht
- formatie van erewachten bij de plaats van opbaring en de Nieuwe Kerk
- ere-afzettingen langs de complete route van rouw- en uitvaartstoet
- ere-escortes te voet en te paard in de uitvaartstoet
- vlag over de kist
- minuutschoten vanaf aankomst in Delft tot aan bijzetting
- het dragen van de kist door acht onderofficieren
- toning van belangrijke onderscheidingen

Het groot militair ceremonieel wordt uitgevoerd door militairen van alle onderdelen van de krijgsmacht: de Koninklijke Landmacht, de Koninklijk Marine, de Koninklijke Luchtmacht en de Koninklijke Marechaussee. Ook veteranen zijn betrokken bij het militair ceremonieel.
Diverse functionarissen zijn betrokken bij de organisatie van de koninklijke bijzetting, waaronder de premier, de minister van Defensie, de ceremoniemeester van het staatshoofd, de chef van het Militaire Huis, en de militair gouverneur van Den Haag.
Sinds de bijzettingen van prins Claus, koningin Juliana en prins Bernhard is men in Nederland toch gaan spreken van staatsbegrafenis al kende het rouwbetoon ook strikte privé-momenten voor de leden van de koninklijke familie.
De Minister van Buitenlandse Zaken neemt het initiatief tot uitnodigen voor een staatsbegrafenis en biedt deze aan aan de officiële vertegenwoordigers van buitenlandse staatshoofden, ambassadeurs of regeringen. Ook te vergelijken autoriteiten zoals de president van het Internationaal Strafhof worden uitgenodigd.

## In de Verenigde Staten
In de Verenigde Staten is een staatsbegrafenis niet alleen weggelegd voor een overleden (ex-)president. FBI-chef J. Edgar Hoover ontving deze ook in 1972.